# Nobelprijs voor Natuurkunde

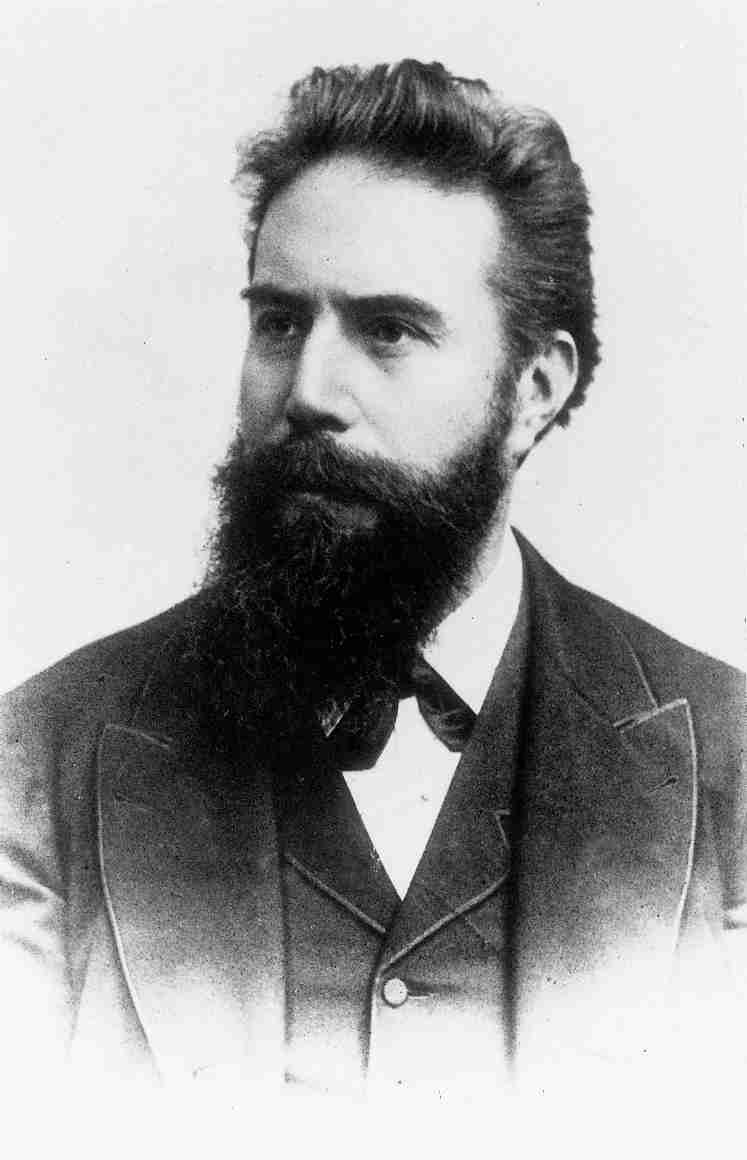
Wilhelm Röntgen (1845-1923) ontving als eerste de Nobelprijs voor Natuurkunde, "voor zijn ontdekking van de opmerkelijke röntgenstralen", die later naar hem zijn genoemd

De Nobelprijs voor Natuurkunde is de hoogste onderscheiding voor prestaties op het terrein der natuurkunde.
De prijs wordt elk jaar op 10 december, de sterfdag van Alfred Nobel (1833-1896), toegekend door een commissie van de Kungliga Vetenskapsakademien (Koninklijke Zweedse Academie voor Wetenschappen).
Lijst met winnaars van de Nobelprijs voor Natuurkunde van 1901 tot heden.
| Jaar | Naam                                                        | Land                                        | Toelichting |
| ---- | ----------------------------------------------------------- | ------------------------------------------- | --- |
| 1901 | Wilhelm Röntgen                                             | Duitsland                                   | "Voor zijn ontdekking van de opmerkelijke röntgenstralen die later naar hem zijn vernoemd." |
| 1902 | Hendrik Lorentz Pieter Zeeman                               | Nederland                                   | "Voor hun onderzoek naar de invloed van magnetisme op stralingsverschijnselen." (zie zeemaneffect) |
| 1903 | Antoine Henri Becquerel                                     | Frankrijk                                   | "Voor zijn ontdekking van de spontane radioactiviteit." |
| 1903 | Pierre Curie Marie Curie                                    | Frankrijk Polen                             | "Voor hun onderzoek naar de stralingsverschijnselen ontdekt door Henri Becquerel." |
| 1904 | John William Strutt                                         | Verenigd Koninkrijk                         | "Voor zijn onderzoek naar de dichtheid van de belangrijkste gassen en zijn ontdekking van argon in samenhang met dit onderzoek." |
| 1905 | Philipp Eduard Anton Lenard                                 | Duitsland                                   | "Voor zijn verrichtingen met betrekking tot de kathodestralen." |
| 1906 | Joseph John Thomson                                         | Verenigd Koninkrijk                         | "Voor zijn theoretisch en experimenteel onderzoek naar de geleiding van elektriciteit door gassen." |
| 1907 | Albert Michelson                                            | Verenigde Staten                            | "Voor zijn optische precisie-instrumenten en het spectroscopisch en metrologisch onderzoek dat daarmee is uitgevoerd." |
| 1908 | Gabriel Jonas Lippmann                                      | Frankrijk                                   | "Voor zijn methode om kleuren fotografisch te reproduceren, gebaseerd op het verschijnsel van interferentie." |
| 1909 | Guglielmo Marconi Karl Ferdinand Braun                      | Italië Duitsland                            | "Voor hun bijdragen aan de ontwikkeling van de draadloze telegrafie." |
| 1910 | Johannes Diderik van der Waals                              | Nederland                                   | "Voor zijn verrichtingen op het gebied van de toestandsvergelijking van gassen en vloeistoffen." |
| 1911 | Wilhelm Wien                                                | Duitsland                                   | "Voor zijn ontdekkingen betreffende de wetten die de uitstraling van warmte bepalen." |
| 1912 | Nils Gustaf Dalén                                           | Zweden                                      | "Voor zijn ontdekking van de automatische regulatoren die samen met gashouders kunnen worden gebruikt om vuurtorens en boeien te verlichten." |
| 1913 | Heike Kamerlingh Onnes                                      | Nederland                                   | "Voor zijn onderzoek naar de eigenschappen van materie bij lage temperaturen, dat onder andere tot de productie van vloeibaar helium heeft geleid." |
| 1914 | Max von Laue                                                | Duitsland                                   | "Voor zijn ontdekking van de diffractie van röntgenstraling door kristallen" |
| 1915 | William Henry Bragg William Lawrence Bragg                  | Verenigd Koninkrijk                         | "Voor hun verdiensten op het gebied van de analyse van de kristalstructuur door middel van röntgenstraling." |
| 1916 | (niet toegekend)                                            |                                             | |
| 1917 | Charles Glover Barkla                                       | Verenigd Koninkrijk                         | "Voor zijn ontdekking van de karakteristieke röntgenstraling van de elementen." |
| 1918 | Max Planck                                                  | Duitsland                                   | "Voor zijn verdiensten voor de vooruitgang van de natuurkunde door zijn ontdekking van energiekwanta" |
| 1919 | Johannes Stark                                              | Duitsland                                   | "Voor zijn ontdekking van het dopplereffect in kanaalstralen en het splitsen van spectraallijnen in elektrische velden." |
| 1920 | Charles-Édouard Guillaume                                   | Zwitserland                                 | "Voor zijn verdiensten op het gebied van de precisiemeting in de natuurkunde door zijn ontdekking van anomalieën in legeringen van nikkelstaal." |
| 1921 | Albert Einstein                                             | Zwitserland                                 | "Voor zijn verdiensten voor de theoretische natuurkunde, en met name voor zijn ontdekking van de wet van het foto-elektrisch effect." |
| 1922 | Niels Bohr                                                  | Denemarken                                  | "Voor zijn verdiensten bij het onderzoek naar de structuur van atomen en de straling die door die atomen wordt uitgezonden." |
| 1923 | Robert Millikan                                             | Verenigde Staten                            | "Voor zijn verrichtingen op het gebied van de elementaire lading in de elektriciteit en het foto-elektrisch effect." |
| 1924 | Manne Siegbahn                                              | Zweden                                      | "Voor zijn ontdekkingen op het gebied van de röntgenspectroscopie." |
| 1925 | James Franck Gustav Ludwig Hertz                            | Duitsland                                   | "Voor hun ontdekking van de wetten die gelden voor de botsing van een elektron met een atoom." |
| 1926 | Jean Perrin                                                 | Frankrijk                                   | "Voor zijn werk over de discontinue structuur van de materie, en met name voor zijn ontdekking van het sedimentatie-evenwicht." |
| 1927 | Arthur Holly Compton Charles Thomson Rees Wilson            | Verenigde Staten Verenigd Koninkrijk        | "Voor zijn ontdekking van het naar hem genoemde compton-effect." (Compton), "Voor zijn methode voor het zichtbaar maken van de paden van elektrisch geladen deeltjes door de condensatie van damp." (Wilson)                                                                                                   |
| 1928 | Owen Willans Richardson                                     | Verenigd Koninkrijk                         | "Voor zijn verrichtingen op het gebied van het thermionische fenomeen en met name voor de ontdekking van de naar hem genoemde wet." |
| 1929 | Louis de Broglie                                            | Frankrijk                                   | "Voor zijn ontdekking van de golfeigenschappen van elektronen." |
| 1930 | Chandrasekhara Raman                                        | India                                       | "Voor zijn verrichtingen op het gebied van de lichtverstrooiing en voor de ontdekking van het naar hem genoemde effect." |
| 1931 | (niet toegekend)                                            |                                             | |
| 1932 | Werner Heisenberg                                           | Duitsland                                   | "Voor de schepping van de kwantummechanica, waarvan de toepassing onder andere heeft geleid tot de ontdekking van de allotrope vormen van waterstof." |
| 1933 | Erwin Schrödinger Paul Dirac                                | Oostenrijk Verenigd Koninkrijk              | "Voor de ontdekking van nieuwe, productieve vormen van de atoomtheorie." |
| 1934 | (niet toegekend)                                            |                                             | |
| 1935 | James Chadwick                                              | Verenigd Koninkrijk                         | "Voor de ontdekking van het neutron." |
| 1936 | Victor Franz Hess                                           | Oostenrijk                                  | "Voor zijn ontdekking van kosmische straling." |
| 1936 | Carl Anderson                                               | Verenigde Staten                            | "Voor zijn ontdekking van het positron." |
| 1937 | Clinton Davisson George Paget Thomson                       | Verenigde Staten Verenigd Koninkrijk        | "Voor hun experimentele ontdekking van de diffractie van elektronen door kristallen." |
| 1938 | Enrico Fermi                                                | Verenigde Staten                            | "Voor het aantonen van het bestaan van nieuwe radioactieve elementen die zijn geproduceerd door bestraling met neutronen, en voor zijn daarmee samenhangende ontdekking van kernreacties veroorzaakt door langzame neutronen."                                                                                 |
| 1939 | Ernest Lawrence                                             | Verenigde Staten                            | "Voor zijn uitvinding en ontwikkeling van het cyclotron en voor de daarmee verkregen resultaten, vooral met betrekking tot kunstmatige radioactieve elementen." |
| 1940 | (niet toegekend)                                            |                                             | |
| 1941 | (niet toegekend)                                            |                                             | |
| 1942 | (niet toegekend)                                            |                                             | |
| 1943 | Otto Stern                                                  | Verenigde Staten                            | "Voor zijn bijdrage aan de ontwikkeling van de molecuulstraalmethode en zijn ontdekking van het magnetisch moment van het proton." |
| 1944 | Isidor Isaac Rabi                                           | Verenigde Staten                            | "Voor zijn resonantieprincipe om de magnetische eigenschappen van atoomkernen vast te leggen." |
| 1945 | Wolfgang Pauli                                              | Oostenrijk                                  | "Voor zijn ontdekking van het uitsluitingsprincipe van Pauli." |
| 1946 | Percy Williams Bridgman                                     | Verenigde Staten                            | "Voor zijn uitvinding van een apparaat om extreem hoge drukken op te wekken en de ontdekkingen die hiermee in de hogedrukfysica zijn gedaan." |
| 1947 | Edward Victor Appleton                                      | Verenigd Koninkrijk                         | "Voor zijn onderzoek op het gebied van de fysica van de hogere aardatmosfeer, en met name voor zijn ontdekking van de zogenaamde Appleton-laag." |
| 1948 | Patrick Blackett                                            | Verenigd Koninkrijk                         | "Voor zijn ontwikkeling van de Wilson-nevelkamermethode en zijn ontdekkingen daarmee op het gebied van de kernfysica en de kosmische straling." |
| 1949 | Hideki Yukawa                                               | Japan                                       | "Voor zijn voorspelling van het bestaan van mesonen op grond van theoretisch werk over atoomkrachten." |
| 1950 | Cecil Powell                                                | Verenigd Koninkrijk                         | "Voor zijn ontwikkeling van de fotografische methode om nucleaire processen te bestuderen, en zijn ontdekkingen over mesonen met deze methode." |
| 1951 | John Cockcroft Ernest Walton                                | Verenigd Koninkrijk Ierland                 | "Voor hun baanbrekende werk op het gebied van transmutatie van atoomkernen door kunstmatig versnelde atomaire deeltjes." |
| 1952 | Felix Bloch Edward Mills Purcell                            | Verenigd Koninkrijk Verenigde Staten        | "Voor hun ontwikkeling van nieuwe methodes voor precisiemeting van kernmagnetisme en daarmee samenhangende ontdekkingen." |
| 1953 | Frits Zernike                                               | Nederland                                   | "Voor zijn demonstratie van de fasecontrastmethode, en met name voor zijn uitvinding van de fasecontrastmicroscoop." |
| 1954 | Max Born                                                    | Verenigd Koninkrijk                         | "Voor zijn fundamentele onderzoek naar de kwantummechanica, en vooral voor zijn statistische interpretatie van de golffunctie." |
| 1954 | Walther Bothe                                               | Duitsland                                   | "Voor de coïncidentiemethode en de daarmee gedane ontdekkingen." |
| 1955 | Willis Lamb                                                 | Verenigde Staten                            | "Voor zijn ontdekkingen op het gebied van de fijnstructuur van het waterstofspectrum." |
| 1955 | Polykarp Kusch                                              | Verenigde Staten                            | "Voor zijn nauwkeurige bepaling van het magnetisch moment van het elektron." |
| 1956 | William Shockley John Bardeen Walter Brattain               | Verenigde Staten                            | "Voor hun onderzoek naar halfgeleiders en hun ontdekking van het transistoreffect." |
| 1957 | Chen Ning Yang Tsung-Dao Lee                                | China                                       | "Voor hun diepgaand onderzoek naar de zogenaamde pariteitswet dat heeft geleid tot belangrijke ontdekkingen over de elementaire deeltjes." |
| 1958 | Pavel Tsjerenkov Ilja Frank Igor Tamm                       | Rusland                                     | "Voor hun ontdekking en interpretatie van het tsjerenkov-effect." |
| 1959 | Emilio Segrè Owen Chamberlain                               | Italië Verenigde Staten                     | "Voor hun ontdekking van het antiproton." |
| 1960 | Donald Glaser                                               | Verenigde Staten                            | "Voor zijn uitvinding van het bellenvat." |
| 1961 | Robert Hofstadter                                           | Verenigde Staten                            | "Voor zijn baanbrekend onderzoek naar elektronendiffractie door atoomkernen en voor de daardoor gedane ontdekkingen over de structuur van de nucleonen." |
| 1961 | Rudolf Mössbauer                                            | Duitsland                                   | "Voor zijn onderzoek naar resonantie-absorptie van gammastraling en zijn ontdekking in dit verband van het naar hem genoemde mössbauer-effect." |
| 1962 | Lev Landau                                                  | Rusland                                     | "Voor zijn baanbrekende theorieën over gecondenseerde materie, vooral vloeibaar helium." |
| 1963 | Eugene Wigner                                               | Verenigde Staten                            | "Voor zijn bijdragen aan de theorie van de atoomkernen en de elementaire deeltjes, vooral door de ontdekking en de toepassing van fundamentele symmetrieprincipes" |
| 1963 | Maria Goeppert-Mayer Hans Jensen                            | Verenigde Staten Duitsland                  | "Voor hun ontdekkingen betreffende de schillenstructuur van de kern." |
| 1964 | Charles Townes Nikolaj Basov Aleksandr Prochorov            | Verenigde Staten Rusland                    | "Voor hun fundamentele verrichtingen op het gebied van de kwantumelektronica, dat heeft geleid tot de constructie van oscillatoren en versterkers gebaseerd op het maser-laser principe." |
| 1965 | Shinichiro Tomonaga Julian Schwinger Richard Feynman        | Japan Verenigde Staten                      | "Voor hun fundamentele verrichtingen op het gebied van de kwantumelektrodynamica, met diepgravende consequenties voor de fysica van elementaire deeltjes." |
| 1966 | Alfred Kastler                                              | Frankrijk                                   | "Voor zijn ontdekking en ontwikkeling van optische methoden voor het bestuderen van Hertziaanse resonanties in atomen." |
| 1967 | Hans Bethe                                                  | Verenigde Staten                            | "Voor zijn bijdragen aan de theorie van de kernreacties, met name zijn ontdekkingen betreffende de energieproductie in sterren." |
| 1968 | Luis Alvarez                                                | Verenigde Staten                            | "Voor zijn essentiële bijdragen aan de fysica van elementaire deeltjes, met name de ontdekking van een groot aantal resonantietoestanden, die mogelijk zijn geworden door zijn ontwikkeling van de techniek met een waterstofbellenvat en het gebruik van data-analyse."                                       |
| 1969 | Murray Gell-Mann                                            | Verenigde Staten                            | "Voor zijn bijdragen en ontdekkingen over de indeling van elementaire deeltjes en hun interacties" |
| 1970 | Hannes Alfvén                                               | Zweden                                      | "Voor zijn fundamentele verrichtingen en ontdekkingen op het gebied van de magnetohydrodynamica met vruchtbare toepassingen op verschillende terreinen van de plasmafysica." |
| 1970 | Louis Néel                                                  | Frankrijk                                   | "Voor zijn fundamentele verrichtingen en ontdekkingen betreffende antiferromagnetisme en ferrimagnetisme, die hebben geleid tot belangrijke toepassingen in de vastestoffysica." |
| 1971 | Dennis Gabor                                                | Verenigd Koninkrijk                         | "Voor zijn uitvinding en ontwikkeling van de holografische methode." |
| 1972 | John Bardeen Leon Cooper Robert Schrieffer                  | Verenigde Staten                            | "Voor hun gezamenlijk ontwikkelde theorie van de supergeleiding, gewoonlijk BCS-theorie genoemd." |
| 1973 | Leo Esaki Ivar Giaever                                      | Japan Noorwegen                             | "Voor hun experimentele ontdekkingen over tunneleffecten in halfgeleiders en supergeleiders." |
| 1973 | Brian Josephson                                             | Verenigd Koninkrijk                         | "Voor zijn theoretische voorspellingen van de eigenschappen van een supergeleidende stroom door een tunnelbarrière, met name die fenomenen die algemeen bekendstaan als de josephson-effecten." |
| 1974 | Martin Ryle Antony Hewish                                   | Verenigd Koninkrijk                         | "Voor hun fundamentele onderzoek in de radioastrofysica" (beiden), "Voor zijn observaties en uitvindingen, met name de apertuursynthesetechniek." (Ryle), "Voor zijn beslissende bijdrage aan de ontdekking van pulsars." (Hewish)                                                                             |
| 1975 | Aage Bohr Ben Mottelson James Rainwater                     | Denemarken Verenigde Staten                 | "Voor de ontdekking van het verband tussen collectieve beweging en deeltjesbeweging in atoomkernen, en de ontwikkeling van de theorie van de structuur van de atoomkern gebaseerd op dit verband." |
| 1976 | Burton Richter Samuel Ting                                  | Verenigde Staten                            | "Voor hun baanbrekende werk bij de ontdekking van een zwaar elementair deeltje van een nieuw type." |
| 1977 | Philip Anderson, Nevill Mott, John van Vleck                | Verenigde Staten Verenigd Koninkrijk        | "Voor hun fundamentele theoretische onderzoek naar de elektronische structuur van magnetische en wanordelijke systemen." |
| 1978 | Pjotr Kapitsa                                               | Rusland                                     | "Voor zijn fundamentele uitvindingen en ontdekkingen op het gebied van de lagetemperatuurfysica." |
| 1978 | Arno Allan Penzias Robert Woodrow Wilson                    | Verenigde Staten                            | "Voor hun ontdekking van de kosmische achtergrondstraling met microgolflengte." |
| 1979 | Sheldon Glashow Abdus Salam Steven Weinberg                 | Verenigde Staten Pakistan                   | "Voor hun bijdragen aan de geünificeerde theorie van de zwakke kernkracht en het elektromagnetisme, waaronder de voorspelling van de zwakke neutrale stroom." |
| 1980 | James Cronin Val Fitch                                      | Verenigde Staten                            | "Voor de ontdekking van de doorbreking van fundamentele symmetrieprincipes bij het verval van neutrale kaonen" |
| 1981 | Nico Bloembergen Arthur Schawlow                            | Nederland Verenigde Staten                  | "Voor hun bijdrage aan de ontwikkeling van de laserspectroscopie." |
| 1981 | Kai Manne Börje Siegbahn                                    | Zweden                                      | "Voor zijn bijdrage aan de ontwikkeling van de hoge-resolutie elektronenspectroscopie." |
| 1982 | Kenneth Wilson                                              | Verenigde Staten                            | "Voor zijn theorie voor kritische verschijnselen samenhangend met faseovergangen." |
| 1983 | Subramanyan Chandrasekhar                                   | Verenigde Naties                            | "Voor zijn theoretische onderzoek van de fysische processen die van belang zijn voor de structuur en evolutie van de sterren." |
| 1983 | William Fowler                                              | Verenigde Staten                            | "Voor zijn theoretische onderzoek van de fysische processen die van belang zijn voor de structuur en evolutie van de sterren." |
| 1984 | Carlo Rubbia Simon van der Meer                             | Italië Nederland                            | "Voor hun beslissende bijdragen aan het grote project dat leidde tot de ontdekking van de velddeeltjes W en Z die verantwoordelijk zijn voor het overbrengen van de zwakke kernkracht." |
| 1985 | Klaus von Klitzing                                          | Duitsland                                   | "Voor zijn ontdekking van het kwantum-hall-effect." |
| 1986 | Ernst Ruska                                                 | Duitsland                                   | "Voor zijn fundamentele verrichtingen in de elektronenoptica, en de ontwikkeling van de eerste elektronenmicroscoop." |
| 1986 | Gerd Binnig Heinrich Rohrer                                 | Duitsland Zwitserland                       | "Voor hun ontwerp van de scanning-tunnelingmicroscoop." |
| 1987 | Georg Bednorz Alex Müller                                   | Duitsland Zwitserland                       | "Voor hun belangrijke doorbraak bij de ontdekking van supergeleiding in keramische materialen. |
| 1988 | Leon Lederman Melvin Schwartz Jack Steinberger              | Verenigde Staten                            | "Voor de neutrinobundelmethode en de demonstratie van de doubletstructuur van de leptonen door de ontdekking van het muon-neutrino." |
| 1989 | Norman Ramsey                                               | Verenigde Staten                            | "Voor zijn uitvinding van de methode met de gescheiden oscillerende velden en het gebruik daarvan bij de waterstofmaser en andere atoomklokken." |
| 1989 | Hans Dehmelt Wolfgang Paul                                  | Duitsland                                   | "Voor hun ontwikkeling van de ionenvaltechniek." |
| 1990 | Jerome Friedman Henry Kendall Richard Taylor                | Verenigde Staten Canada                     | "Voor hun fundamentele onderzoek naar diepe inelastische verstrooiing van elektronen aan protonen en gebonden neutronen, die van essentieel belang waren voor de ontwikkeling van het quarkmodel in de fysica van elementaire deeltjes."                                                                       |
| 1991 | Pierre-Gilles de Gennes                                     | Frankrijk                                   | "Voor zijn ontdekking dat methoden die waren ontwikkeld voor het bestuderen van ordeningsverschijnselen in eenvoudige systemen kunnen worden gegeneraliseerd naar complexere vormen van materie, met name vloeibare kristallen en polymeren."                                                                  |
| 1992 | Georges Charpak                                             | Frankrijk                                   | "Voor zijn uitvinding en ontwikkeling van deeltjesdetectors, met name de meerdradige proportionele kamer." |
| 1993 | Russell Hulse Joseph Taylor                                 | Verenigde Staten                            | "Voor hun ontdekking van een nieuw type pulsar, een ontdekking die nieuwe mogelijkheden heeft geopend voor de bestudering van de zwaartekracht." |
| 1994 | Bertram Brockhouse Clifford Shull                           | Canada Verenigde Staten                     | "Voor hun baanbrekende werk aan de ontwikkeling van neutronendiffractietechnieken bij onderzoek aan gecondenseerde materie." (beide), "Voor de ontwikkeling van de neutronenspectroscopie." (Brockhouse), "Voor de ontwikkeling van de techniek van de neutronendiffractie." (Shull)                           |
| 1995 | Martin Lewis Perl Frederick Reines                          | Verenigde Staten                            | "Voor experimenteel fundamenteel onderzoek naar leptonenfysica." (beide) "Voor de ontdekking van het tau-lepton." (Perl) "Voor de detectie van het neutrino." (Reines) |
| 1996 | David Morris Lee Douglas Osheroff Robert Coleman Richardson | Verenigde Staten                            | "Voor hun ontdekking van superfluïditeit in helium-3." |
| 1997 | Steven Chu Claude Cohen-Tannoudji William Daniel Phillips   | China Frankrijk Verenigde Staten            | "Voor de ontwikkeling van methoden om atomen af te koelen en te vangen met laserlicht." |
| 1998 | Robert Betts Laughlin Horst Ludwig Störmer Daniel Chee Tsui | Verenigde Staten Duitsland Verenigde Staten | "Voor hun ontdekking van een nieuwe vorm van kwantumvloeistof met excitaties die een fractionele lading dragen." |
| 1999 | Gerard 't Hooft Martinus Veltman                            | Nederland                                   | "Voor het ophelderen van de kwantumstructuur van de elektrozwakke wisselwerkingen in de natuurkunde." |
| 2000 | Zjores Ivanovitsj Alferov                                   | Rusland                                     | "Voor fundamenteel onderzoek naar informatie- en communicatietechnologie." |
| 2000 | Herbert Kroemer                                             | Duitsland                                   | "Voor het ontwikkelen van halfgeleider-heterostructuren die worden gebruikt in zeer snelle opto-elektronica." |
| 2000 | Jack Kilby                                                  | Verenigde Staten                            | "Voor zijn aandeel in de uitvinding van de geïntegreerde schakeling." |
| 2001 | Eric Cornell Wolfgang Ketterle Carl Wieman                  | Verenigde Staten Duitsland Verenigde Staten | "Voor het bereiken van bose-einsteincondensaten in ijle gassen van alkaliatomen en voor vroeg fundamenteel onderzoek naar de eigenschappen van de condensaten." |
| 2002 | Raymond Davis Jr. Masatoshi Koshiba                         | Verenigde Staten Japan                      | "Voor hun baanbrekende bijdrage aan de astrofysica, in het bijzonder de ontdekking van kosmische neutrino's." |
| 2002 | Riccardo Giacconi                                           | Verenigde Staten                            | "Voor zijn fundamentele bijdrage aan de astrofysica, die heeft geleid tot de ontdekking van de kosmische röntgenbronnen." |
| 2003 | Aleksej Abrikosov Vitali Ginzburg Anthony Leggett           | Rusland Verenigd Koninkrijk                 | "Voor hun fundamentele bijdrage aan de theorie van supergeleiding en superfluïditeit." |
| 2004 | David Gross David Politzer Frank Wilczek                    | Verenigde Staten                            | "Voor hun ontdekking van asymptotische vrijheid in de theorie van de sterke wisselwerking." |
| 2005 | Roy Glauber John Hall Theodor Hänsch                        | Verenigde Staten Duitsland                  | "Voor hun bijdragen aan de ontwikkeling van precisiespectroscopie met behulp van lasers, waaronder de techniek van de optische frequentiekam." |
| 2006 | John Mather George Smoot                                    | Verenigde Staten                            | "Voor hun ontdekking dat de kosmische achtergrondstraling de spectrale verdeling van een zwarte straler heeft en anisotroop is." |
| 2007 | Peter Grünberg Albert Fert                                  | Duitsland Frankrijk                         | "Voor hun ontdekking van het Giant Magneto Resistance (GMR)-effect" |
| 2008 | Yoichiro Nambu                                              | Japan                                       | "Voor zijn ontdekking van het mechanisme van spontane symmetriebreking in de subatomaire natuurkunde" |
| 2008 | Makoto Kobayashi Toshihide Maskawa                          | Japan                                       | "Voor hun ontdekking van de oorsprong van de gebroken symmetrie, die het bestaan van ten minste drie quarkfamilies voorspelt" |
| 2009 | Charles Kao                                                 | China                                       | "Voor zijn baanbrekende prestaties met betrekking tot transmissie van licht in glasvezels voor optische communicatie" |
| 2009 | Willard Boyle George E. Smith                               | Canada Verenigde Staten                     | "Voor hun ontdekking van een beeldverwerkend halfgeleidercircuit, de CCD-sensor" |
| 2010 | Andre Geim Konstantin Novoselov                             | Rusland                                     | "Voor hun baanbrekende experimenten met betrekking tot het tweedimensionale materiaal grafeen" |
| 2011 | Saul Perlmutter Brian Schmidt Adam Riess                    | Verenigde Staten                            | "Voor hun ontdekking van de versnelde uitdijing van het heelal door middel van observaties van afgelegen supernova's" |
| 2012 | Serge Haroche David Wineland                                | Frankrijk Verenigde Staten                  | "Voor hun baanbrekende experimenten die metingen en manipulatie van individuele kwantumsystemen mogelijk maken." |
| 2013 | François Englert Peter Higgs                                | België Verenigd Koninkrijk                  | "Voor de theoretische ontdekking van een mechanisme dat bijdraagt aan onze kennis van de oorsprong van massa van subatomaire deeltjes, en dat recentelijk werd bevestigd door de ontdekking van het voorspelde fundamentele deeltje, door de ATLAS- en CMS-experimenten in de Large Hadron Collider van CERN." |
| 2014 | Isamu Akasaki Hiroshi Amano Shuji Nakamura                  | Japan                                       | "Voor de uitvinding van efficiënte blauwlichtdiodes die energiebesparende witte verlichting mogelijk maken." |
| 2015 | Takaaki Kajita Arthur B. McDonald                           | Japan Canada                                | "Voor de ontdekking van neutrino-oscillaties, die aantoont dat neutrino's een massa hebben." |
| 2016 | David Thouless Duncan Haldane Michael Kosterlitz            | Verenigd Koninkrijk                         | "Voor theoretische ontdekkingen van topologische faseovergangen en topologische fasen van materie." |
| 2017 | Rainer Weiss Barry C. Barish Kip Thorne                     | Verenigde Staten                            | "Voor beslissende bijdragen aan de LIGO-detector en de waarneming van zwaartekrachtgolven." |
| 2018 | Arthur Ashkin Gérard Mourou Donna Strickland                | Verenigde Staten Frankrijk Canada           | "Voor baanbrekende ontdekkingen in het domein van de laserfysica." |
| 2019 | James Peebles Michel Mayor Didier Queloz                    | Verenigde Staten Zwitserland                | "Voor bijdragen aan ons begrip van de evolutie van het heelal en de plek van de aarde in de kosmos." |
| 2020 | Roger Penrose                                               | Verenigd Koninkrijk                         | "Voor zijn berekeningen die bewijzen dat zwarte gaten een direct gevolg zijn van de algemene relativiteitstheorie." |
| 2020 | Reinhard Genzel Andrea Ghez                                 | Duitsland Verenigde Staten                  | "Voor de ontdekking van een superzwaar compact object in het centrum van de Melkweg." |
| 2021 | Syukuro Manabe Klaus Hasselmann                             | Verenigde Staten Duitsland                  | "Voor hun onderzoek naar het betrouwbaar voorspellen van de opwarming van de aarde." |
| 2021 | Giorgio Parisi                                              | Italië                                      | "Voor zijn onderzoek naar verborgen patronen in ongeordende complexe materialen, van atoomniveau tot op planetaire schaal." |
| 2022 | Alain Aspect John Clauser Anton Zeilinger                   | Frankrijk Verenigde Staten Oostenrijk       | "Voor experimenten met verstrengelde fotonen, vaststelling van de schending van de bell-ongelijkheden en baanbrekend werk op het gebied van kwantuminformatica." |
| 2023 | Pierre Agostini Ferenc Krausz Anne L'Huillier               | Frankrijk Hongarije Oostenrijk Frankrijk    | “Voor experimentele methoden die attoseconde-lichtpulsen genereren voor de studie van de elektronendynamica in materie.” |
| 2024 | John Hopfield Geoffrey Hinton                               | Verenigde Staten Canada                     | “Voor fundamentele ontdekkingen en uitvindingen die machine learning met artificiele neurale netwerken mogelijk maken." |